# Hotel Holub (Pražské Předměstí)
Hotel Holub je dnes již neexistující hotel, který vystřídal řadu majitelů a tím i názvů a nacházel se v tehdejší Nádražní ulici čp. 98 v Pražském Předměstí u Hradce Králové.

## Historie
V roce 1894 ho dal postavit Jindřich Schlögl, který tam měl také kavárnu. Tehdy byl zván jako hotel Schlögel či Schlögl. Podle dobového inzerátu byl hotel s velkou kavárnou opatřenou dvěma kulečníky již 1. ledna 1895 převzat Antonínem Špreňarem. Jinde[kde?] se však uvádí, že Špreňar hotel otevřel již 25. listopadu 1894. Roku 1896 hotel koupil uzenář Jan Hutla. 18. října téhož roku ho převzal do nájmu Josef Kryll.
Nový majitel Hutla přistavěl k hotelu továrnu na uzenářské zboží, v níž se nacházely velké dílny, chladírny, písárna, výpravna a vlastní porážka. Veškerými mechanismy pohyboval parní stroj o výkonu 50 koňských sil. Všechny místnosti byly elektricky osvětleny. Chladicí stroje byly dle českého patentu pana Sedláčka. Celé strojové zařízení dodala firma Märky, Bromovský a Schulz v Hradci Králové, elektrické zařízení provedla firma Bartelmus a spol. z Brna. K otevření továrny došlo 1. července 1897.
6. srpna 1902 vznikl nad chladírnou oheň, který zachvátil jatky a pak zbytek továrny a obytné stavení, nad nimiž zničil krov. Dopoledne byl sice uhašen, ale již odpoledne se znovu rozhořel v chladírnách, jež mu padly za oběť. V noci na 7. srpna se oheň rozšířil. Prohořely stropy obytné budovy a uchované dosud stáje lehly popelem. Vyhořelou Hutlovu továrnu i s hotelem koupil ve veřejné dražbě František Holub z Josefova, a to za 115 500 korun. Od té doby podnik nesl jeho jméno. V domě se nacházel i železniční konzum. Hoteliér Holub ho vedl až do roku 1922, kdy ho koupil Svaz elektrárenských družstev, který ho upravil a rozšířil o sousední dům čp. 185 v Nádražní ulici. Dělníci ho zbořili počátkem 70. let 20. století.